# St. Laurentius (Schwemlingen)

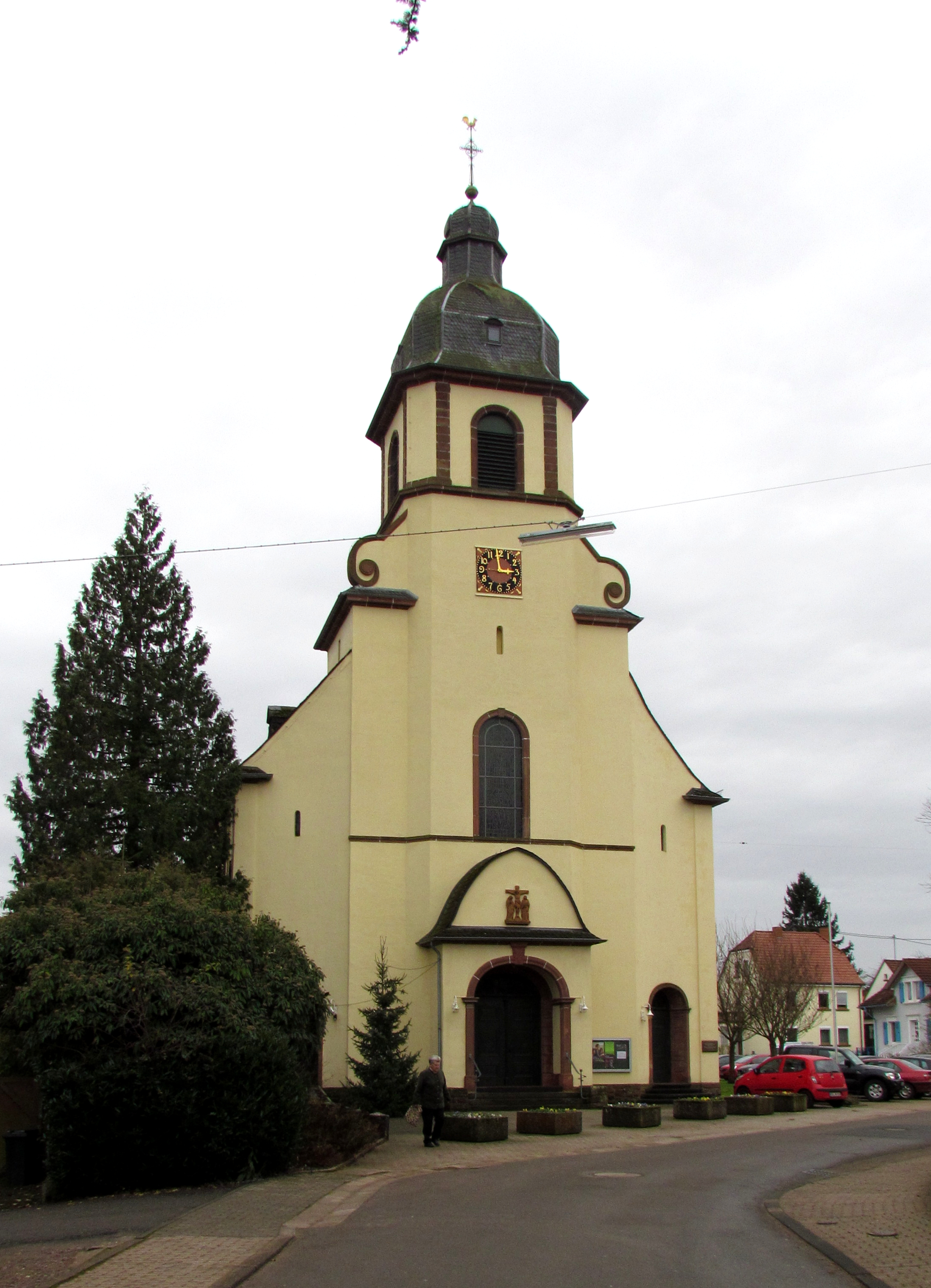
Die katholische Pfarrkirche St. Laurentius in Schwemlingen

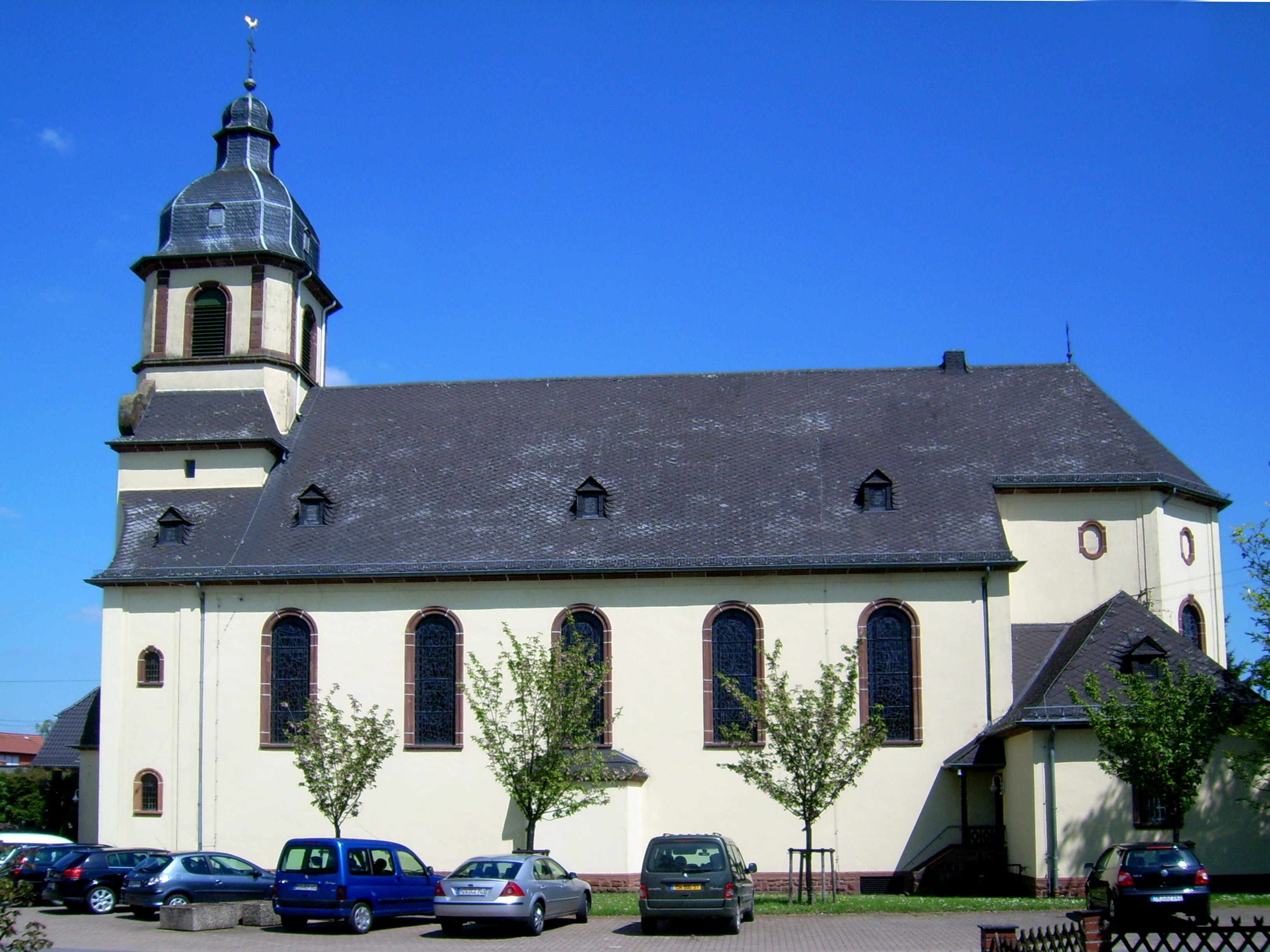
Seitenansicht

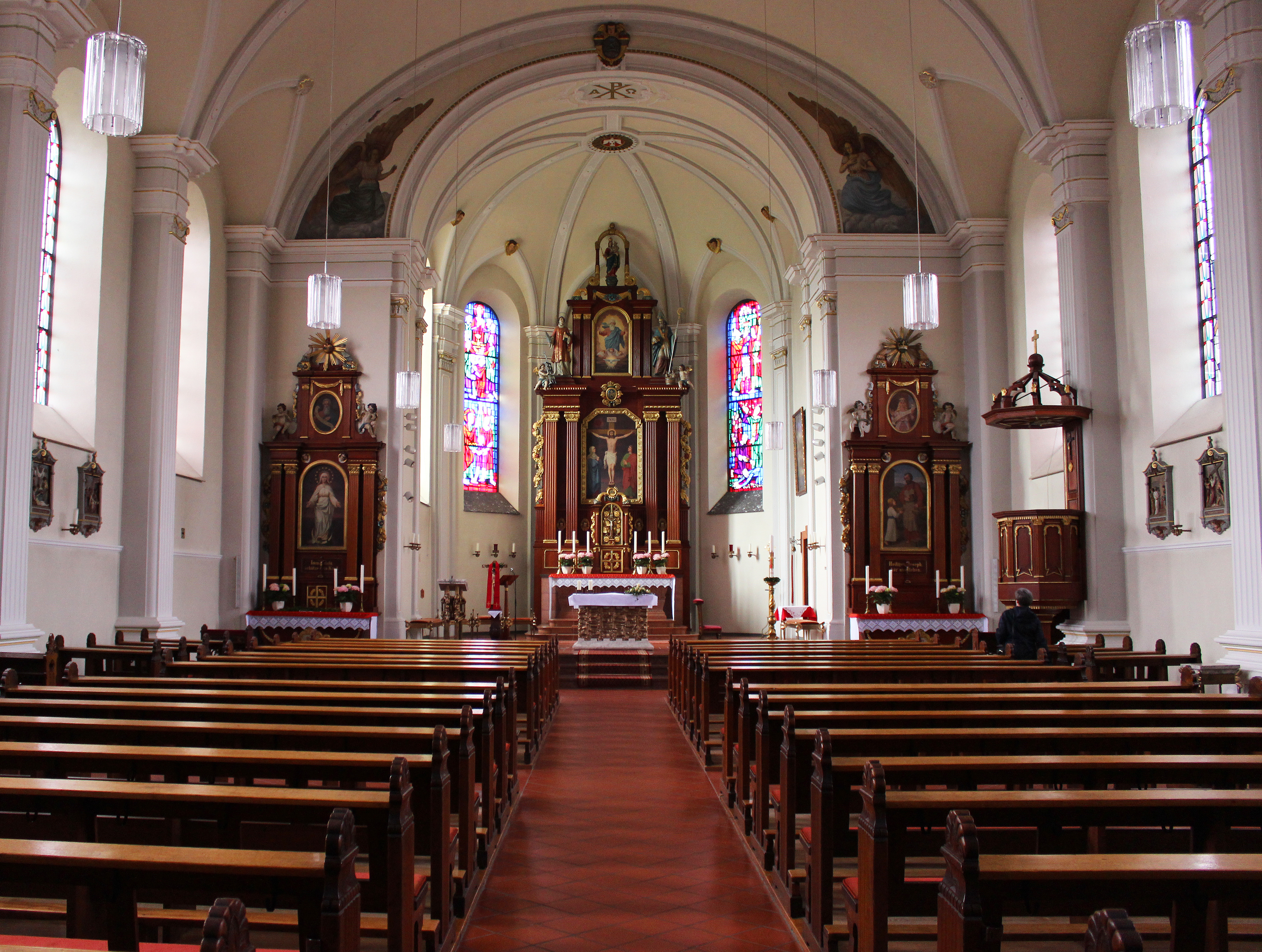
Blick ins Innere

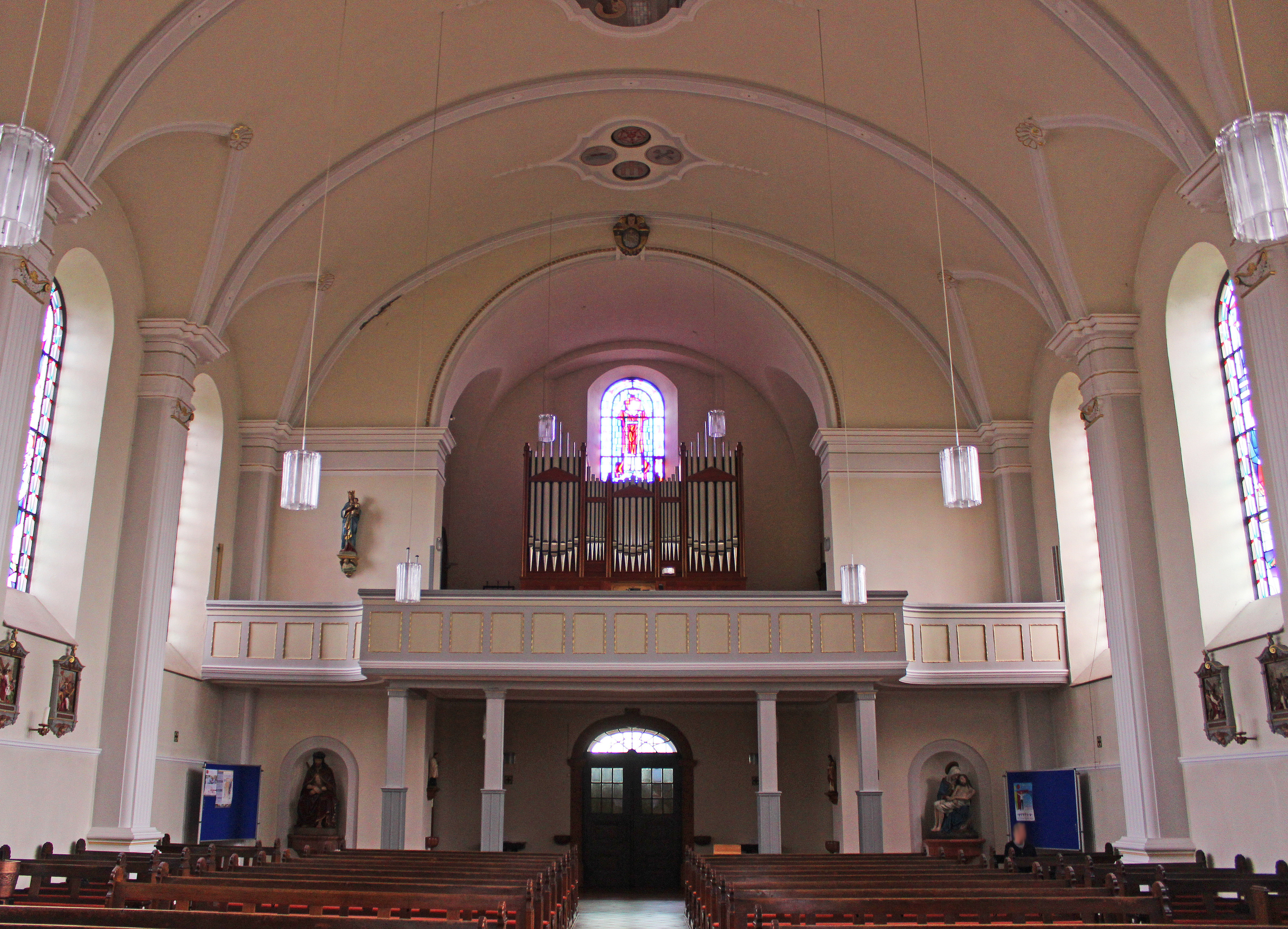
Blick zur Orgelempore

Die Kirche St. Laurentius ist eine neobarocke römisch-katholische Pfarrkirche in Schwemlingen, einem Stadtteil von Merzig, Landkreis Merzig-Wadern, Saarland. Die Kirche trägt das Patrozinium des heiligen Laurentius. In der Denkmalliste des Saarlandes ist das Kirchengebäude als Einzeldenkmal aufgeführt.

## Geschichte

### Pfarrei
Das erste christliche Zeugnis von Schwemlingen findet sich in einer Urkunde aus der Zeit um 1150, in der von einer Landschenkung an das Kloster Mettlach für das Seelenheil der Tochter des Schenkers die Rede ist. Hierbei handelt es sich auch um die erste urkundliche Erwähnung des Ortes.
Das Dorf Schwemlingen gehörte seit der im 10./11. Jahrhundert erfolgten Gründung der Pfarrei St. Gangolf, mit der am Berghang zur Burg Montclair gelegenen Pfarrkirche, als Filialort zu dieser Pfarrei.
In Schwemlingen ist für das Jahr 1739 eine Kapelle nachweisbar, die sehr wahrscheinlich bereits um das Jahr 1600 gebaut worden, und den heiligen Sebastian und Laurentius gewidmet war. Aufgrund der großen Entfernung zur Pfarrkirche und deren Lage auf der anderen Seite der Saar, war der Weg zu den Gottesdiensten für die Schwemlinger Pfarrangehörigen beschwerlich und ließ im Laufe der Zeit den Ruf nach kirchlicher Selbstständigkeit laut werden. So wurde im Jahr 1760 ein Bittschreiben an den in St. Gangolf visitierenden Weihbischof gerichtet, auf den als Antwort die Zusage einer regelmäßigen Sonn- und Feiertagsmesse in der Schwemlinger Kapelle folgte.
Das Ziel der Errichtung einer eigenständigen Schwemlinger Pfarrei konnte nach vielen vergeblichen Versuchen und Irritationen aber erst zu Beginn des 20. Jahrhunderts schrittweise verwirklicht werden. Zunächst wurde Schwemlingen mit der Filiale Dreisbach im Jahr 1908 zur selbständigen Kapellengemeinde Schwemlingen-Dreisbach erhoben, in der am 15. Mai 1908 mit Pfarrvikar Kröll der erste eigene Geistliche des Ortes in sein Amt eingeführt werden konnte. Vikar Kröll bezog im Jahr 1912 das neu erbaute Pfarrhaus, während die ebenfalls neu errichtete Pfarrkirche 1914 in Dienst gestellt werden konnte. Die Erhebung der Kapellengemeinde zur vollwertigen Pfarrei erfolgte am 1. September 1925. Die Schwemlinger Kapelle wurde im gleichen Jahr wegen einer Straßenerweiterung abgerissen.

### Baugeschichte
Noch bevor die Bemühungen um kirchliche Eigenständigkeit Schwemlingens zu Beginn des 20. Jahrhunderts zur Gründung der Kapellengemeinde Schwemlingen-Dreisbach führten, wurde bereits im Jahr 1897 ein Kirchenbauverein gegründet, mit dem Ziel Gelder für den Bau einer eigenen Pfarrkirche zu sammeln.
Zunächst schrieb die Errichtungsurkunde der Kapellengemeinde aber den Bau eines Pfarrhauses vor, das in den Jahren 1911/12 nach Plänen des Architekten Peter Marx (Trier) errichtet wurde. Durch den Bau des Pfarrhauses waren die vorhandenen Finanzmittel aufgebraucht, aber man ging dennoch unverzüglich daran den Bau der Kirche in Angriff zu nehmen. Die hierfür erforderlichen Mittel wurden im Laufe der Jahre 1912/13 aufgebracht, so dass der erste Spatenstich zum Kirchenbau im März des Jahres 1913 erfolgen konnte. Wie zuvor für das Pfarrhaus, so zeichnete auch bei dem Kirchengebäude Peter Marx für die Baupläne verantwortlich. An Fronleichnam 1913 konnte die Grundsteinlegung vorgenommen werden, und bereits am Palmsonntag 1914 konnte das neu errichtete Gotteshaus benediziert werden. Am 24. Mai 1917 fand die feierliche Konsekration statt.
Im Zweiten Weltkrieg erlitt die Kirche erhebliche Beschädigungen, von denen die schwersten bis 1947 beseitigt werden konnten. Zwischen 1974 und 1983 und im Jahr 2000 wurde die Kirche zwei großen Renovierungen unterzogen.

## Ausstattung
Der Haupt- und die beiden Seitenaltäre stammen aus der Erbauungszeit der Kirche 1913 bis 1914 und wurden von Peter Marx (Trier), dem Architekten der Kirche entworfen. Sie wurden, wie der Tabernakel, der Bestandteil des Hauptaltars ist, 1976 durch die Firma Daniel (Geisenheim/Rhein) restauriert. Die Firma Daniel restaurierte auch die vor 1945 entstandene Kanzel. Das Altarbild im Hauptaltar stammt, wie die Figur des heiligen Laurentius im Chorraum und die Figur des heiligen Sebastian noch aus der alten, 1925 abgerissenen Kapelle. Weitere Ausstattungsgegenstände im Chorraum sind der Zelebrationsaltar von 1977, sowie der Ambo und die Sedilien von 1977/78, die von Bildhauer Heinz Oliberius (St. Wendel) stammen.
Die 14 Fenster der Kirche wurden 1956 von Glasmaler Walter Bettendorf (Konz) entworfen. Für die Ausführung der Fenster zeichnete die Firma Kaschenbach (Trier) verantwortlich. Fünf Fenster zeigen Darstellungen des freudenreichen, fünf weitere Fenster Darstellungen des glorreichen Rosenkranzes. Die drei Fenster im Chorraum zeigen Darstellungen des Opfers des Melchisedeks, des Manna-Wunders, der wunderbaren Brotvermehrung (Mt 14,13-21 ), des Abendmahls, sowie einfache Ornamente in Form von Wein und Ähren. Das Fenster über der Empore zeigt den heiligen Laurentius, den Patron der Pfarrei. Die Ausmalung der Kirche besorgte 1976 die Firma Philipp (Wehlen/Mosel).
Des Weiteren befinden sich in der Kirche ein Taufbecken, aus der Zeit vor 1945, sowie Kreuzwegstationen aus Terrakotta, die 1913/14 von der Firma Villeroy & Boch (Mettlach) gefertigt und 1976 einer Restaurierung unterzogen wurden. Das Taufgeschirr aus dem Jahr 1977 lieferte die Firma Schreibmayr (München), ebenso drei Altarleuchter für den Zelebrationsaltar. Ferner gehören zur Ausstattung ein 1976 restauriertes Wandgemälde, Abendmahlsgeschirr, das vor 1945 angeschafft wurde, Ziborien/Monstranzen, die ebenfalls vor 1945 angeschafft, aber neu vergoldet wurden, Rauchfässer und Weihwasserbehälter, die zwischen 1950 und 1965 angeschafft wurden, alte vor 1945 geschaffene Leuchter, ein Osterkerzenleuchter aus St. Ulrich/Südtirol, sowie Beichtstühle, die 1976 durch die Firma Daniel (Geisenheim/Rhein) restauriert wurden.
In der Kirche befinden sich auch eine Pietà, eine Christusdarstellung „Ecce homo“ und eine Kreuzigungsgruppe, die 1980 durch die Firma Mrziglod (Tholey) restauriert wurden. Im Vorgarten des Pfarrhauses steht eine Figur der Muttergottes.
Die aktuelle Orgel der Kirche wurde am 10. Oktober 1993 eingeweiht. Erbaut wurde das Schleifladen-Instrument von der Firma Walcker als opus 5913.  Es verfügt über 14 (16) Register, verteilt auf 2 Manuale und Pedal. Die Spiel- und Registertraktur ist mechanisch.